# ショーン・ローラー
ショーン・ローラー（Sean Lawlor, 1954年1月25日 - 2009年10月10日）は、アイルランド出身の俳優である。

## 出演作品

### 映画
- クレイジーミッション
- ファイナル・デッドゲーム
- ジャック・ハンター クリスタル・ロッドの謎
- ジェシカおばさんの事件簿/ケルトの秘宝
- ブレイブハート（マルコム・ウォレス）

### オリジナルビデオ
- メガ・シャークVSジャイアント・オクトパス（ラマール・サンダース）
- インパクト・ゼロ